# خوارزم (استان ساسانی)
خوارزم ساسانی (فارسی میانه: Xwarāzm) به دوره‌ای اطلاق می‌شود که تمدن باستانی خوارزم از سال ۲۴۲ میلادی تحت فرمانروایی شاهنشاهی ساسانی تا فتح آن توسط خیونان چادرنشین در ۳۵۰ میلادی بوده‌است.